# Inocellia taiwana
Inocellia taiwana is een kameelhalsvliegensoort uit de familie van de Inocelliidae. De soort komt voor in Taiwan.
Inocellia taiwana werd voor het eerst wetenschappelijk beschreven door H. Aspöck & U. Aspöck in 1985.